# 平久保のシイ

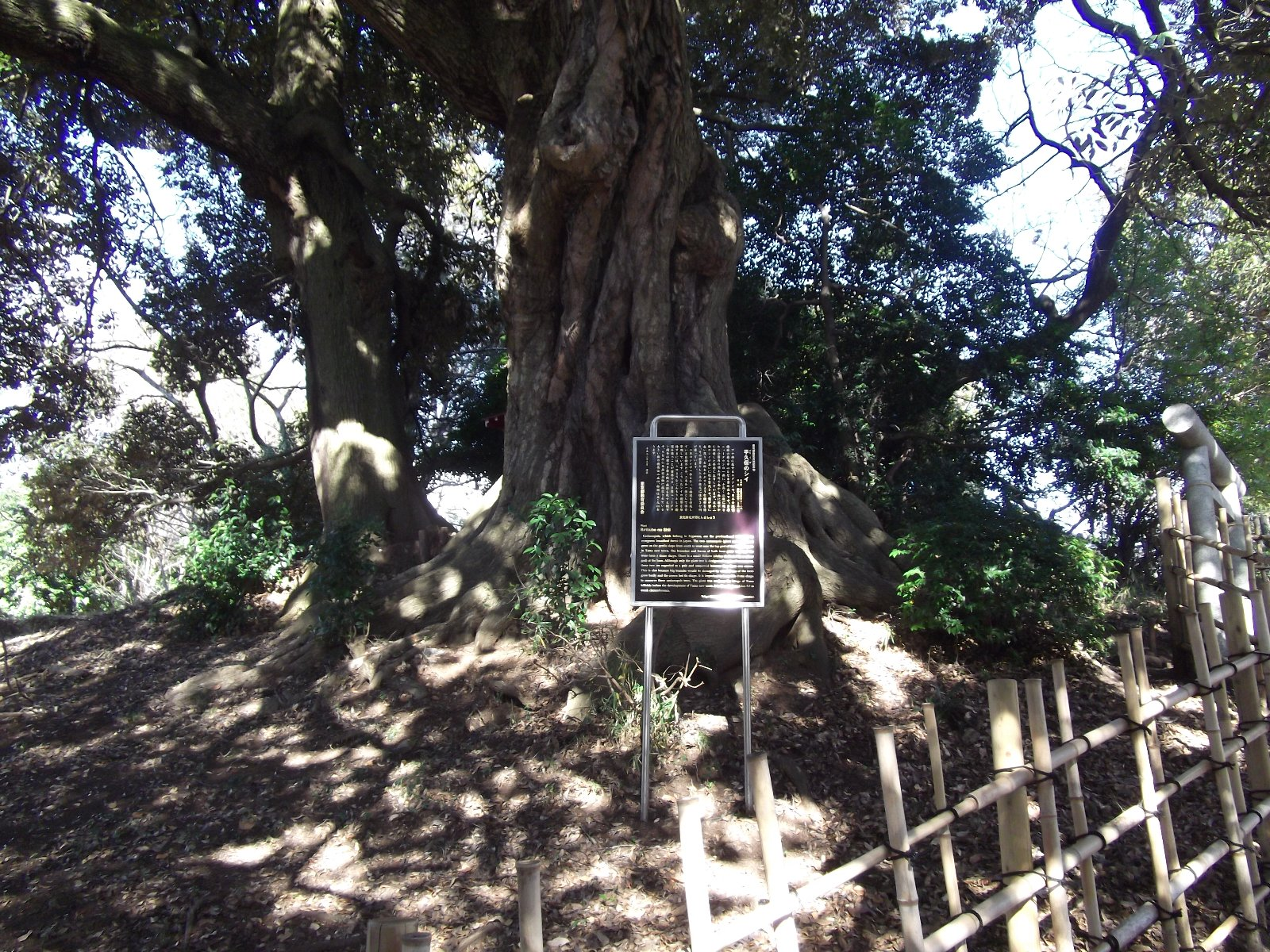
平久保のシイ

平久保のシイ（びりくぼのシイ）は、東京都多摩市落合4丁目（平久保公園内）に生育するスダジイの巨木である。推定の樹齢は500年から600年といい、大小2本の木が寄り添うように生えている。1961年（昭和36年）に大きい方の木が東京都の天然記念物に指定され、小さい方の木も2009年（平成21年）に追加で指定された。東京都が指定した天然記念物のスダジイのうち、最も樹高の高い木でもある。

## 由来
この木の名称に冠されている「平久保」（びりくぼ）は、「平らな窪地」を意味する言葉であり、かつては町田市小野路町の地名であった。1973年（昭和48年）に多摩ニュータウンの開発に伴って、この地は町田市から多摩市に編入されて多摩市落合4丁目の一部となった。
平久保の周辺は多摩ニュータウンの開発前までは農村地帯であり、この木は当地の豪農の庭にあったとも鎮守の森の神木であったともいわれる。急速な開発に伴って周囲は都市化されたが、木は平久保公園の敷地内に残された。公園内の丘陵の緩やかな斜面に、大小2本のシイが寄り添うように生育し、巨大な板根を発達させて自らの体をしっかりと支えている。
推定の樹齢は500年から600年といい、東京都教育庁のデータによれば大きい方の木は樹高25メートル、幹囲は5.9メートルを測る。小さい方の木も幹囲は3.1メートルあって、2本を合わせると約28メートルに及ぶ大きな樹冠を形作っている。
多摩丘陵の面影を残す貴重な大樹として、まず大きい方の木が1961年（昭和36年）1月31日に東京都の天然記念物に指定された。ただし、この木は2本が一体となって大きな樹冠を形作っているため、どちらかの木の樹勢が衰えると樹冠の広がりが欠けて風などの被害を受けやすくなり、結局大枝などが支えきれなくなることが予想されたため、2008年（平成21年）3月16日に小さい方の木も追加で指定して、保護の範囲を広げることにした。
樹勢は盛んで、一見森のようにも見えるほどである。この木は東京都が指定した天然記念物のスダジイのうち、最も樹高の高い木でもある。すぐ近くの一本杉公園（多摩市南野2-14）にもスダジイの巨木が生育していて、こちらは多摩市の天然記念物に指定されている。

## 交通アクセス
所在地
- 東京都多摩市落合4-22 平久保公園内[注釈 2]

交通
- 京王線・小田急多摩線・多摩都市モノレール多摩センター駅から徒歩で約25分[1]。